# Idiocalla
Idiocalla är ett släkte av skalbaggar. Idiocalla ingår i familjen långhorningar.
Kladogram enligt Catalogue of Life:
| Idiocalla | \| \| Idiocalla ferruginea \| \| \| \| \| \| Idiocalla postica \| \| \| \| |
|           | \| \| Idiocalla ferruginea \| \| \| \| \| \| Idiocalla postica \| \| \| \| |
|           | Idiocalla ferruginea                                                       |
|           |                                                                            |
|           | Idiocalla postica                                                          |
|           |                                                                            |